# 부탁 하나만 들어줘
《부탁 하나만 들어줘》(영어: A Simple Favor)는 2018년 개봉한 미국의 미스터리 스릴러 영화이다. 폴 피그가 감독을, 제시카 샤저가 각본을 맡았다. 다시 벨의 동명 소설이 영화의 원작이다.

## 줄거리
코네티컷 워필드에서 미망인 싱글맘 스테파니 스머더스는 엄마들을 위한 공예품과 요리법을 다루는 브이로그를 운영한다. 그녀는 아들의 급우 엄마이자 패션 회사의 PR 이사인 에밀리 넬슨과 친구가 되어 오후에 마티니를 마시며 만나기 시작한다.
에밀리는 남편인 영어 교수 숀 타운젠드의 성공 부족과 열악한 재정 상황에 좌절감을 느낀다고 털어놓는다. 나중에 스테파니는 십대 때 아버지가 돌아가신 후 이복형제 크리스를 발견했으며, 한 번 키스한 적이 있지만 에밀리는 그들이 성관계를 가졌다는 것을 정확히 짐작한다.
숀이 런던에 있는 동안 스테파니는 에밀리의 아들을 돌본다. 이틀 동안 에밀리가 전화를 받지 않자, 그녀는 에밀리의 상사로부터 에밀리가 마이애미에 있다는 것을 알게 된다. 스테파니는 숀에게 전화하고, 숀은 경찰에 연락한다. 에밀리의 실종을 해결하기 위해 그녀는 에밀리의 책상에서 숨겨진 에밀리의 사진을 사용하여 실종자 전단지를 만든다.
서머빌 형사는 에밀리가 마이애미에 대해 거짓말을 했으며, 그녀의 익사체가 미시간의 여름 캠프 호수에서 발견되었다고 보고한다. 스테파니와 숀은 슬픔을 나누고 성적인 관계를 시작한다. 서머빌은 스테파니에게 에밀리가 심한 간 손상과 체내에 많은 양의 헤로인을 가지고 있었으며, 숀이 최근에 그녀에게 4백만 달러짜리 생명보험 증권을 들었다고 밝힌다.
스테파니는 에밀리로부터 그녀의 이복형제 크리스와의 밀회에 대한 모욕적인 메시지를 받는다. 그녀는 죽은 남편이 그녀의 불륜과 크리스가 아들 마일스의 친아버지라고 의심했으며, 이것이 아마도 남편과 크리스 모두를 죽게 한 교통사고의 원인이 되었을 것이라는 회상을 한다.
에밀리의 과거를 조사하면서 스테파니는 맨해튼에 있는 화가 다이애나 하이랜드를 방문하는데, 그녀는 에밀리의 연인이었던 것으로 보이며 그녀의 초상화를 그렸다. 그녀는 그 그림이 실제로는 그녀의 뮤즈 클라우디아의 그림이며, 그녀를 사라진 사기꾼이라고 묘사한다.
그녀의 정보는 스테파니를 에밀리가 희망 맥랜든이라는 이름의 소녀였으며, 자선(자궁에서 사망)과 믿음이라는 세쌍둥이 자매가 있었다는 것을 보여주는 졸업 앨범으로 이끈다. 스테파니는 그들의 어머니 마거릿을 방문하는데, 그녀는 16세 때 믿음과 희망이 가족 집에 불을 질러 학대하는 아버지를 죽이고 사라졌다고 설명한다.
스테파니가 수사를 위해 여행을 떠난 동안 에밀리는 다시 나타나 숀을 놀라게 하고, 보험금을 위해 돌아왔으며 나라를 떠날 것이라고 말한다. 스테파니는 나중에 에밀리와 만날 계획을 세우고, 에밀리는 그 이야기를 확인한다.
자매들은 나중에 재회할 계획으로 각자 도피했다. 믿음은 약속대로 나타나지 않았지만 14년 후에 다시 나타났다. 알코올 중독자이자 헤로인 중독자였던 그녀는 에밀리가 자신에게 100만 달러를 지불하지 않으면 존속살해를 자백하여 둘 다 당국에 넘길 것이라고 위협했다. 요구에 동의하는 척하면서 에밀리는 호수에 믿음을 익사시켜 자신의 죽음을 위장했다.
에밀리와 스테파니는 숀이 다른 사람과 관계를 맺는 것에 모두 분노했고, 에밀리는 스테파니에게 숀에게 믿음의 죽음을 뒤집어씌우도록 설득한다. 숀은 체포되었다가 보석으로 풀려난다. 스테파니는 마음을 바꾸고 경찰이 심어놓은 마이크가 회의를 녹음하는 동안 에밀리 앞에서 숀과 싸움을 벌여 그녀를 고발한다. 스테파니는 숀을 쏘는 척한다.
그들의 속임수를 예측하고 마이크를 비활성화한 에밀리는 총을 들고 범죄를 자백하며, 그들의 살인-자살을 연출할 것이라고 말한다. 그녀는 숀의 어깨를 쏘고 스테파니에게 총을 돌리는데, 스테파니는 스웨터 단추에 숨겨진 카메라가 이벤트를 자신의 브이로그에 생중계하고 있다는 것을 밝힌다. 에밀리는 도망치려다가 집 밖에서 돌아와 스테파니에게 총을 겨눈다. 학교 학생의 부모 중 한 명인 대런은 자신의 차로 에밀리를 다치게 하고, 경찰이 도착하여 그녀를 체포한다.
에필로그에서 에밀리는 아버지와 여동생의 이중 살인으로 20년형을 선고받았음이 밝혀진다. 숀은 버클리에서 성공적인 교수가 되었으며, 현재 아들과 함께 살고 있다. 스테파니의 브이로그는 100만 명의 팔로워를 확보했다. 그녀의 범죄 해결 능력은 그녀를 시간제 사설 탐정으로 만들었고, 성공적으로 30건의 미제 사건을 해결하는 데 도움을 주었다.

## 출연진
- 애나 켄드릭 - 스테파니 역
- 블레이크 라이블리 - 에밀리 역
- 헨리 골딩 - 숀 역
- 앤드루 래널스 - 대런 역
- 린다 카델리니 - 다이애나 역
- 에릭 존슨 - 데이비스 역
- 사라 베이커 - 메리앤 역
- 글렌다 브라갠자 - 케리 그렌다 역
- 디스틴 밀리건 - 크리스 역
- 이안 호 - 니키 넬슨 역
- 조슈아 새틴 - 마일스 스마더스 역